# Essieu oscillant
Un essieu oscillant est un type simple de suspension indépendante conçu et breveté par Edmund Rumpler en 1903. C'est une invention révolutionnaire dans l'industrie automobile, permettant aux roues de réagir à des irrégularités de la surface de la route de façon indépendante, et au véhicule de maintenir une excellente tenue de route. Les premières applications automobiles ont été la Rumpler Tropfenwagen (émulée par la Mercedes 170), la Standard Superior et la Volkswagen Coccinelle (1938).
Certaines automobiles à essieu arrière oscillant ont des joints universels pour connecter l'arbre de transmission au différentiel, qui est fixé au châssis. Ils n'ont pas d'articulations sur les roues: les roues sont toujours perpendiculaires au cardan de l'arbre. Les suspensions à essieu oscillant ont longtemps utilisé des ressorts à lames et des amortisseurs. L'essieu oscillant a également été utilisé sur les premiers aéronefs (jusqu'en 1910), tels que le Sopwith et le Fokker, généralement avec un élastique en caoutchouc et sans amortissement.

Caractéristiques des suspensions à Essieu oscillant : Cambrure sur les bosses et levage au rebond

## Comparaison

### Avantages
La suspension à essieu oscillant a deux avantages par rapport au pont rigide:
1. Elle réduit le poids non suspendu parce que le différentiel est monté sur le châssis
2. Elle élimine les changements de cambrure sur les roues opposées

### Lacunes
1. La cambrure de la roue est presque constante, parce que la roue est toujours perpendiculaire à l'arbre de transmission
2. Le "relâchement" sur le déchargement de la suspension (ou le rebond) provoque des changements de carrossage positifs des deux côtés, ce qui (dans les cas extrêmes) peut renverser la voiture.
3. La réduction des forces en virage due au changement de carrossage peut conduire à un survirage - un état dynamiquement instable dans lequel un véhicule peut perdre le contrôle et quitter sa trajectoire - et dans des cas extrêmes, déraper en survirage.

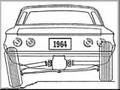
Sur la Corvair de 1964, la suspension arrière à essieu oscillant a une lame de ressort transversale

### Solutions
Plusieurs options d'ingénierie peuvent limiter les problèmes de l'essieu oscillant, avec plus ou moins de succès:
1. Une barre anti-roulis: comme option de conception, une barre antiroulis à l'avant peut améliorer le pilotage de la voiture à essieux oscillants en décalant le transfert de poids vers le bord du pneu avant, réduisant considérablement l'angle de glissement arrière, ce qui permet d'éviter le survirage.
2. Un point de pivot unique: Mercedes-Benz a abordé les questions relatives au pilotage par la production d'essieux pendulaires avec un seul point de pivot situé sous le différentiel, donc bien en dessous de l'essieu. Cette configuration a nettement réduit la tendance au rebond et les dernières voitures à essieu oscillant à pivot bas furent félicitées pour leur stabilité dans les publications contemporaines. L'essieu oscillant à pivot bas est resté en production sur les Mercedes-Benz W108 280SE et 300SEL jusqu'en 1972. Il a été installé sur la 300SEL 6.3, qui a été au début des années 1970 la berline de production la plus rapide au monde. Les 6,3 modifiées par AMG ont également été équipées de cet essieu oscillant[1].
3. Un différentiel de pression des pneus: La Renault Dauphine, la Volkswagen Coccinelle et la première génération des Chevrolet Corvair (1960-1964) ont utilisé une stratégie de pression différentielle des pneus visant à éliminer le survirage caractéristiques des essieux oscillants — spécifiquement basse pression à l'avant et haute pression à l'arrière — qui induit le sous-virage. Néanmoins, la stratégie de la pression différentielle des pneus offre un important inconvénient: les propriétaires et les mécaniciens peuvent par inadvertance mais très facilement ré-introduire le survirage caractéristique en gonflant plus les pneus avant (des pressions typiques pour des voitures avec d'autres systèmes de suspension) ou en mettant la pression des quatre pneus au même niveau. L'efficacité de cette option a été critiquée dans des poursuites judiciaires aux États-Unis pendant les années 1960[2].
4. Z-bar et ressorts compensateurs de carrossage: Mercedes-Benz a introduit, pour aider l'essieu pivotant à point bas, un ressort à bobine monté transversalement au-dessus du différentiel, qui transmettait la charge d'un côté à l'autre afin de forcer une seule roue lorsque l'autre côté est levé. Ce ressort hélicoïdal augmente la capacité de charge de la suspension arrière, de sorte qu'un nouvel ensemble de ressorts de pression plus basse est installé pour maintenir la souplesse de roulement. Un effet similaire a été obtenu par la barre Z de VW, une barre de roulement, par opposition à la barre anti-roulement. Les deux dispositifs augmentent la tendance au roulement des essieux arrière, réduisant ainsi la tendance au survirage. Des accessoiristes ont proposé des compensateurs de carrossage, également appelés compensateurs de charge, pour les Porsche, VW et les premières Corvairs, qui réduisaient les tendances au survirage en augmentant la dureté de la suspension.

## Sécurité
Dans son livre de 1965, Unsafe at Any Speed (en), Ralph Nader  détaille des accidents et les poursuites relatives à des lacunes dans les modèles 1960-1963 de la première génération de la Chevrolet Corvair, une conception à essieu oscillant, et a identifié un ingénieur Chevrolet qui avait combattu le management qui avait éliminé une barre anti-roulis à l'avant pour des raisons de coût. Les modèles 1964 ont une barre antiroulis avant de série, en plus du ressort à lame transversale à l'arrière, améliorant ainsi la stabilité dans les manœuvres d'urgence. La deuxième génération de Corvair (1965-1969) utilisa une véritable suspension arrière indépendante (IRS).
Les concepteurs de la Hillman Imp ont appris des problèmes de la Corvair, après en avoir soumis une à un essai de choc à vitesse relativement faible : ils conçurent leur voiture à moteur arrière avec des bras de suspension semi-oscillants (en) à l'arrière. Pour atteindre un maniement correct de la balance[pas clair], ils ont utilisé un essieu oscillant à l'avant, avec les pivots de direction montés sur les extrémités extérieures des triangles. Ceci causa trop de sous-virage et une usure inégale des pneus, et des modifications ont été apportées pour réduire le carrossage positif des roues avant par l'abaissement des points de pivot de l'essieu oscillant. Des kits sont également disponibles pour ce faire, et une alternative peu coûteuse était d'insérer une cale conique pour changer l'inclinaison du pivot de fusée (en) porteur par rapport à la triangulation.

## Remplacement
Les essieux oscillants ont été supplantés par des essieux De Dion à la fin des années 1960, bien que les ponts rigides soient restés les plus communs. La plupart des suspensions ont été remplacés par des suspensions indépendantes plus modernes au cours des dernières années, et les essieux oscillants ou De Dion ne sont quasiment plus utilisés aujourd'hui.
Une exception est le fabricant de camions tchèque Tatra, qui utilise des essieux oscillants sur un châssis central en tube depuis 1923 (modèle Tatra 11) au lieu de ponts rigides plus communs. Ce système donne plus de rigidité et une meilleure tenue de route sur des sols de mauvaise qualité et hors route. La réduction de stabilité sur route (par rapport aux suspensions indépendantes modernes) est compensée par une augmentation de stabilité sur terrain accidenté, ce qui permet des vitesses plus élevées  hors-route. Cela est particulièrement manifeste dans les longs véhicules tout-terrain à six roues et plus, où la torsion du châssis peut être un problème majeur.

## Double Poutre En I
Une autre utilisation du concept de l'essieu oscillant est le concept Ford "à double Poutre en I" de suspension avant de camions. Ce système a de solides essieux, et peut transmettre la puissance aux versions à quatre roues motrices, où il est appelé "Twin Traction Beam". Si c'est un système de suspension indépendante, comme chaque pneu monte et descend sans affecter la position de l'autre, l'action de parallélogramme du système de suspension à double wishbone n'est pas présent. Chaque pneu se déplace en arc de cercle autour du pivot, mais, en raison des bras plus longs, le changement de carrossage est proportionnellement moindre que pour les essieux oscillants. Le point de pivot de l'essieu est plus bas et non pas situé au centre de la voiture, mais sur la face de la poutre de châssis, de sorte que l'effet est beaucoup moins dangereux.